# Pepas
"Pepas" is een nummer van de Puerto Ricaanse singer-songwriter Farruko van zijn studioalbum La 167. Het werd als single uitgebracht op 24 juni 2021 via Sony Music Latin. Het nummer bereikte de top 5 in verschillende landen, waaronder ook België en Nederland. Het werd Farruko's best scorende single tot nu toe. Een officiële remix werd uitgebracht door David Guetta .

## Compositie
"Pepas" is een nummer dat langzaam begint, pakt dan snel op en verandert in iets "dat doet denken aan pre -COVID-19 pandemische dansfeesten". Het nummer gaat over jezelf zijn en dat het niet gaat om wat een ander over je denkt, maar dat je geniet van elk moment dat je hebt, tot de zon weer opkomt.

## Videoclip
De videoclip werd geregisseerd door Mike Ho en uitgebracht op 6 augustus 2021. Volgens een beschrijving door Jessica Roiz van Billboard gaat het om "een nachtelijke rave met vuurwerk, dansers, mannen gekleed in neonpakken en Farruko die op zeecontainers danst".